# Saint-Jean-Soleymieux
Saint-Jean-Soleymieux este o comună în departamentul Loire din sud-estul Franței. În 2009 avea o populație de 826 de locuitori.

## Evoluția populației
| An        | 1975 | 1982 | 1990 | 1999 | 2006 | 2009 |
| --------- | ---- | ---- | ---- | ---- | ---- | ---- |
| Populație | 548  | 581  | 683  | 726  | 780  | 826  |